# Hurt (canción de Christina Aguilera)
«Hurt» es una canción de géneros pop y blue eyed soul, para Back to Basics, el tercer álbum de estudio de la cantante estadounidense Christina Aguilera, quien la coescribió junto a la compositora Linda Perry. Su lanzamiento se llevó a cabo el 11 de octubre de 2006, aunque fue interpretada por primera vez en un espectáculo el 31 de agosto de ese mismo año, en la ceremonia de los premios MTV Video Music Awards.
Los instrumentos que se utilizan en su melodía son el piano, la guitarra, el bajo, los tambores, el violín, la viola y el violonchelo. La introducción musical es una balada de piano, interpretada por Linda Perry, que dura aproximadamente veinte segundos. La voz de Christina Aguilera abarca casi cuatro octavas, desde sol3 a mi6.
Recibió comentarios positivos de los críticos de música contemporánea. Al respecto, algunos la catalogaron como una de las mejores canciones de Aguilera, y sostuvieron que era una mejor interpretación vocal que el sencillo «Beautiful» de 2002.
«Hurt» recibió uno de los premios de la asociación ASCAP en la categoría de «canciones más interpretadas».
Como sencillo tuvo buena aceptación en los mercados de música. Fue popular en varios países de Europa, especialmente en Suiza, donde debutó en el número 1. Alcanzó el número 2 en Alemania, Países Bajos y Austria. Fue número 3 en Bélgica y Francia. Logró estar dentro de las listas de fin de año de 2006 e inicio de 2007 en algunos países antes mencionados y otros como Reino Unido. En la revista Billboard de los Estados Unidos llegó hasta el puesto diecinueve de la lista Billboard Hot 100 y fue certificado como disco de platino al venderse más de 1 000 000 copias en dicho país. También obtuvo esa certificación en países como Suiza, Canadá, Austria, Bélgica, Australia y Alemania, y alcanzó el disco de plata en Francia.
El vídeo musical fue dirigido por Floria Sigismondi, quien ya había trabajado para el vídeo musical de «Fighter» (2003). Cuenta una historia imaginaria, directamente relacionada con la letra del tema, ambientada en un circo. Llegó a ubicarse en el lugar número 1 por catorce días no consecutivos.[¿dónde?]

## Antecedentes y producción
La canción se encuentra en el segundo disco del álbum Back to Basics, que, por su parte, es una colaboración de composición y producción exclusiva de Aguilera y la productora Linda Perry. Aunque en «Hurt» ayudó, líricamente, el intérprete Mark Ronson. La balada se originó en un deseo personal de la cantante en grabar una canción que hablara sobre perder a un ser querido. Christina Aguilera le comentó a Perry, y ella le ayudó a escribir el borrador de la canción. Por otro lado, Aguilera corrigió y agregó algunas partes del tema, modificando la estructura inicial. La canción fue grabada y producida en los estudios de Kung Fu Gardens de Los Ángeles, California, y mezclada y masterizada en Conway Studios de la misma ciudad.
«Hurt» no había sido planeada como sencillo oficial en el álbum, porque Christina Aguilera, primordialmente, deseaba lanzar el tema «Candyman». La decisión final fue tomada por su discográfica RCA Records, quienes argumentaron y plantearon sus razones. Así concluyeron que podría tener un éxito similar al sencillo «Beautiful» de 2002 y que llegaría a ser un éxito comercial en la época de Navidad. Por su parte, Aguilera dijo que «Hurt» era su canción favorita de Back to Basics.

## Estructura

### Estructura musical

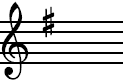
La canción está compuesta en la tonalidad de mi menor.

«Hurt» es una canción blue eyed soul compuesta en compás de 4/4 y en la tonalidad de mi menor. Es moderada a setenta pulsaciones por minuto y sus frases concluyen en melisma. Está escrita en el formato estribillo-verso-estribillo y los instrumentos que sobresalen en su melodía son el piano, la guitarra, el bajo, los tambores, el violín, la viola y el violonchelo. Incluye una orquesta que es dirigida por Christopher Anderson-Bazzoli. La primera interpretación musical es una balada de piano, interpretada por Linda Perry, que dura aproximadamente veinte segundos. La voz de Christina Aguilera abarca casi cuatro octavas, desde sol3 a mi6.

### Contenido lírico
La letra de «Hurt» fue diseñada para que hablara de la pérdida de un ser querido. En la introducción, Aguilera dice que «pareciera que ayer vi tu cara», señalando que esa persona le decía que estaba muy orgulloso de conocerla, argumentando que ella no le hizo caso y por eso se alejó, concluyendo que desearía «saber solo lo que sabe hoy». El segundo verso discute las posibilidades que ofrece para volver a encontrarlo. Dice que quisiera estar en sus brazos y dejar todo el miedo a un lado, pero argumenta que no quiere olvidar los errores que él cometió, concluyendo que sí le gustaría escuchar su voz de nuevo más no puede porque «a veces quiero llamarte, sin embargo no estarás ahí».
El estribillo habla acerca de un arrepentimiento por su actitud. En este le dice que «perdóname por culparte, por todo lo que no he podido hacer», concluyendo que «y me he lastimado por lastimarte». Los siguientes versos discuten sobre la relación que tienen al momento de la composición. El primero de estos señala que «algunos días me siento mal por dentro, pero no lo admito», concluyendo que «es difícil decir adiós». El segundo es una serie de preguntas, entre las que se encuentran «¿Podrías decirme en qué me equivoqué?» y «¿Estás orgulloso de quién soy?». En el tercero discute que «no puedo hacer nada para tener una nueva oportunidad y mirar en tus ojos... Y verte regresar». Las siguientes interpretaciones, cronológicamente, son estribillo, verso y estribillo. El verso final dice que «quisiera tener solo un día más, para decir todo lo que me he perdido».

## Video musical

### Trama

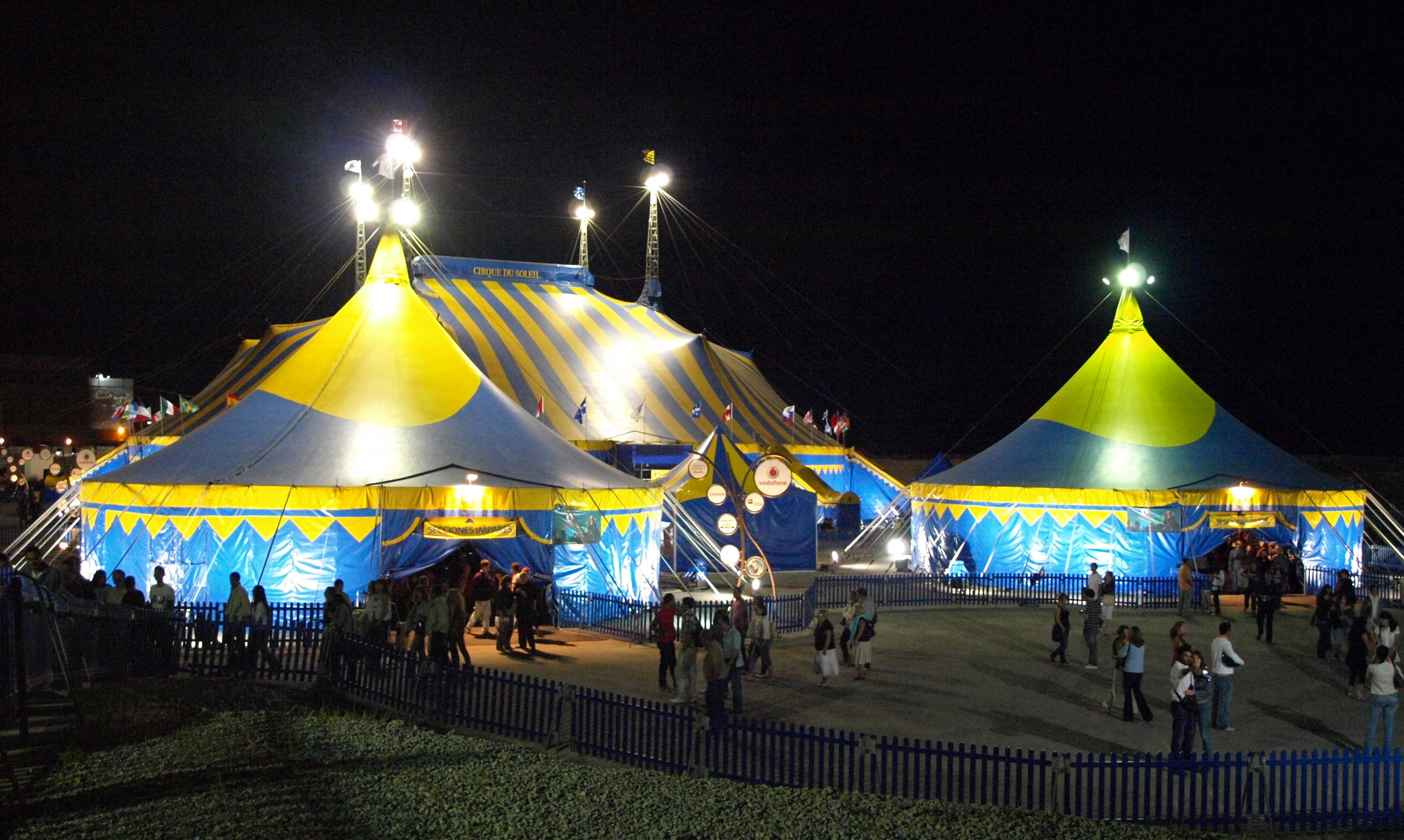
El video trata de una historia relacionada al arte circense.

El video musical de «Hurt» fue dirigido por Floria Sigismondi, quien también dirigió el clip del sencillo «Fighter» de 2003, y codirigido por Christina Aguilera. Trata de una historia de un personaje ficticio, interpretado por Aguilera, el cual sufre la muerte de su padre. La apertura es una sección musical del final de las canciones «Enter the Circus» y «Welcome» del álbum Back to Basics, que es interpretada en blanco y negro, y a su vez, incluye la voz de Linda Perry masterizada. Muestra imágenes de la entrada de un circo y un hombre diciendo «bienvenidos, hoy les presentaremos la artista más famosa...». Después enseña a Christina Aguilera en un escenario, inspirado en el viejo Hollywood, donde recibe un telegrama y un ramo de flores.
La interpretación de «Hurt» comienza desde que el video muestra al personaje principal recibiendo el telegrama. También ofrece una interpretación de flashbacks, que enseña a Aguilera en una silla circense cantando y llorando mientras viste un traje blanco. Igualmente consta de una línea de tiempo desarrollada desde la infancia del personaje principal; en éstas interpretaciones, su padre es interpretado por [[Timothy V. Murphy]] y ella por Laci Kay. En esta última muestra un espectáculo circense de una mujer que hace cuerda floja, el cual es observado por el personaje principal y su padre. Poco después hay imágenes de la infante haciendo lo mismo del espectáculo y su padre apoyándola, igualmente, mostrándole su afecto al darle un collar que tenía un dije en forma de elefante. La línea de tiempo sigue y la niña crece, volviéndose una celebridad del arte circense. Su padre va a verla a hacer una interpretación con un elefante. Después de la presentación, varios paparazzi empiezan a acecharla y su padre va a saludarla; ella no puede acercarse y él se desilusiona.
Las últimas escenas muestran las primeras imágenes del video, en donde el personaje principal recibe un telegrama, el cual le informaba que su padre había muerto. Ella sale a correr y cree verlo, pero era un trabajador del circo. El video termina con dos escenas: la primera muestra al personaje principal tirado en el piso y llorando; la segunda es la interpretación que hace Aguilera por medio de flashbacks en la silla circense.

### Recibimiento
El video correspondiente debutó el 14 de octubre de 2006 por el programa del canal MTV Total Request Live. Alcanzó el número uno por catorce días no consecutivos. Duró más de dos meses en el listado y concluyó su estadía, permaneciendo en la primera posición, el 11 de enero de 2007.
Críticamente fue un video bien recibido. Un artículo exclusivo de la revista Blogcritics Magazine relató todo el video y señaló que fue una gran producción. Al respecto, comentó que «[...] Contó con la innovación de la directora Floria Sigismondi, igualmente, co-dirigido por Aguilera [...] Incluye los temas de “Enter the Circus” y “Welcome” de su álbum disco de platino Back to Basics. Sin duda, una excelente producción».

### Vevo
El vídeo musical cuenta con casi 200 millones de reproducciones en la cuenta de Aguilera en Vevo.

## Recepción

### Recepción crítica
Generalmente, «Hurt» fue muy bien recibida por los críticos de música contemporánea. Al respecto, la página de internet About y la revista Blogcritics Magazine dedicaron artículos exclusivos de la canción. El primero señaló que «Christina Aguilera lleva a “Hurt” al título de ser la canción pop del año», argumentando que el tema tiene demasiados puntos a favor, como ser «interpretada por una de las mejores voces de la música... Asombrosa interpretación de piano» y concluyendo que su resultado es «un tributo al trabajo en equipo». La revista Blogcritics mantuvo los halagos al tema y lo describió con que «es una balada que va más allá de lo típico de amor y pérdidas».
La página de internet UKmix sostuvo que «Hurt» es una canción «hermosa», agregando que «es mucho mejor que “Beautiful” o “The Voice Within”». La revista Billboard comentó que « [...] La fuerza de la voz de Aguilera, y como relata el dolor de algún tipo de relación en ruinas es genial, con una melodía y una producción que supone un Premio Grammy entregado desde las nubes». El semanario Entertainment Weekly dedujo que es una de las pocas canciones realmente poderosas, concluyendo que «pocas cantantes se atreverían a cantar una canción como “Hurt”». Finalmente, la página musical MusicOMH señaló que «“Hurt” es una típica oda de Aguilera, en la cual se incluye una sección “dulce-azucarada” presente en la melodía que la acompaña». Por otro lado, Rolling Stone dijo que «es una canción incongruente». La revista Stylus Magazine sostuvo que, junto a la pista del mismo disco «The Right Man», «Hurt» es una «balada ridícula».

### Posiciones e impacto

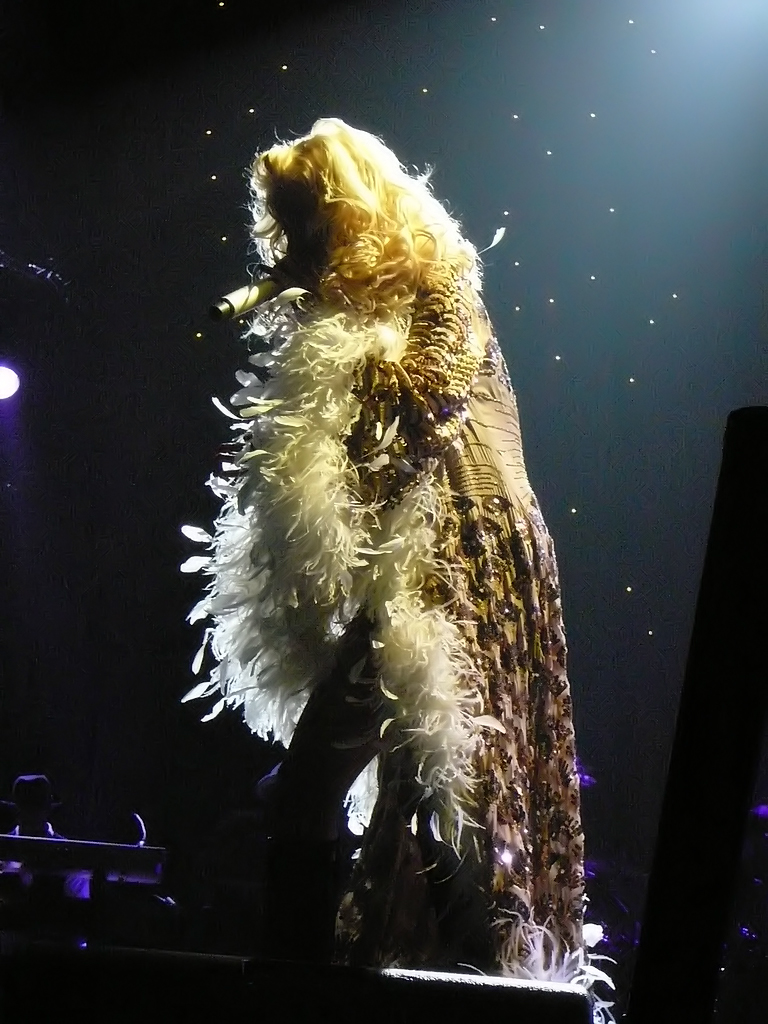
Christina Aguilera durante la interpretación de «Hurt» en su gira Back to Basics World Tour.

«Hurt» fue moderadamente exitoso en las listas de popularidad. Fue muy relevante en Europa, donde alcanzó el primer puesto de la lista oficial del continente y el repertorio de las diez canciones más escuchadas en más de diez países. La canción fue muy exitosa en Suiza. Al respecto debutó en el número uno y permaneció una semana en él. Fue certificada por la empresa IFPI como disco de oro en el territorio. En Alemania, Países Bajos, Suecia y Austria se mantuvo en la segunda posición, permaneciendo un promedio de dos semanas en ella. En Bélgica y Francia recibió certificación de oro y plata respectivamente. Como sencillo no fue tan relevante en Finlandia y Dinamarca, donde solo permaneció dentro del repertorio de las veinte más escuchadas.
En América y Oceanía tuvo un éxito similar. En Canadá fue certificado como disco de oro, aunque no fue tan relevante en el listado, porque sus ventas se contabilizaron desde que el repertorio se volvió oficial de la revista Billboard. Igualmente, en la revista de Estados Unidos obtuvo un rendimiento similar. Llegó hasta el puesto diecinueve de la lista Hot 100 y alcanzó altas posiciones en los repertorios temáticos. Fue certificado como disco de platino, al venderse más de un millón copias. Según Nielsen SoundScan, hasta septiembre de 2012, «Hurt» vendió 1 100 000 descargas en Estados Unidos, donde se convirtió en uno de los sencillos más vendidos de Aguilera en formato digital. En Australia obtuvo la misma certificación, llegando hasta el noveno puesto del repertorio ofrecido por la empresa ARIA.
Por otra parte, «Hurt» recibió uno de los premios de la asociación ASCAP en la categoría de «canciones más interpretadas».

## Formatos
| Disco compacto - edición normal |                                                |          |  |
| N.º                             | Título                                         | Duración |  |
| 1.                              | «Hurt»                                         | 4:03     |  |
| 2.                              | «Ain't No Other Man» (Mezcla de Shapeshifters) | 5:24     |  |

| Disco maxisencillo - edición de lujo |                                                |          |  |
| N.º                                  | Título                                         | Duración |  |
| 1.                                   | «Hurt»                                         | 4:03     |  |
| 2.                                   | «Hurt» (Mezcla de Jake Ridley)                 | 5:47     |  |
| 3.                                   | «Ain't No Other Man» (Mezcla de Shapeshifters) | 5:24     |  |
| 4.                                   | «Ain't No Other Man» (Video musical)           | 4:53     |  |

| Disco maxisencillo - versión para iTunes |                                      |          |  |
| N.º                                      | Título                               | Duración |  |
| 1.                                       | «Hurt» (Deeper-Mindset Tight Mix)    | 7:04     |  |
| 2.                                       | «Hurt» (Jack Shaft Edit)             | 7:02     |  |
| 3.                                       | «Hurt» (Chris Cox Club Mix)          | 9:56     |  |
| 4.                                       | «Hurt» (JP & BSOD Electro Mix)       | 6:01     |  |
| 5.                                       | «Hurt» (Jonathan Peters Classic Mix) | 9:30     |  |
| 6.                                       | «Hurt» (Jake Ridley Chillout Club)   | 5:47     |  |

| Disco maxisencillo - promocional |                                          |          |  |
| N.º                              | Título                                   | Duración |  |
| 1.                               | «Hurt» (Deeper-Mindset Mixshow)          | 5:54     |  |
| 2.                               | «Hurt» (Deeper-Mindset Tight Mix)        | 7:04     |  |
| 3.                               | «Hurt» (Deeper-Mindset Full On Club Mix) | 9:30     |  |
| 4.                               | «Hurt» (Deeper-Mindset Pad a Pella)      | 7:16     |  |
| 5.                               | «Hurt» (J.P. & BSOD Electro Mix)         | 6:01     |  |
| 6.                               | «Hurt» (Jack Shaft Mixshow)              | 5:41     |  |
| 7.                               | «Hurt» (Jack Shaft Main)                 | 7:02     |  |
| 8.                               | «Hurt» (Jack Shaft Extended)             | 8:30     |  |
| 9.                               | «Hurt» (Jack Shaft Dub)                  | 6:32     |  |
| 10.                              | «Hurt» (Jack Shaft Dub a Pella)          | 1:53     |  |

## Listas de popularidad

### Semanales
| América         |                          |    |                  |
| Canadá          | Canadian Hot 100         | 28 | disco de oro     |
| Estados Unidos  | Billboard Hot 100        | 19 | disco de platino |
| Europa          |                          |    |                  |
| Alemania        | Germany Top 100          | 2  | disco de oro     |
| Austria         | Austria Singles Top 75   | 2  | disco de oro     |
| Bélgica         | Belgium Top 50           | 3  | disco de oro     |
| Dinamarca       | Denmark Singles Top 40   | 14 | -                |
| Francia         | France Top 100           | 3  | disco de plata   |
| Finlandia       | Finland Top 20           | 15 | -                |
| Irlanda         | Irland Top 20            | 6  | -                |
| Italia          | Italy Top 20             | 11 | -                |
| Noruega         | Norway Singles Top 20    | 11 |                  |
| Países Bajos    | Dutch Top 40             | 2  | -                |
| Reino Unido     | UK Singles Top 75        | 11 | -                |
| Suecia          | Sweden Singles Top 60    | 2  | -                |
| Suiza           | Swiss Singles Top 100    | 1  | disco de oro     |
| Oceanía         |                          |    |                  |
| Australia       | Australia Singles Top 50 | 9  | disco de oro     |
| Internacionales |                          |    |                  |
| Europa          | Europe Top 100           | 1  | -                |

### Anuales
| Chart (2006) | Rank |
| ------------ | ---- |
| Australia    | 68   |
| Austria      | 50   |
| Países Bajos | 49   |
| Suecia       | 24   |
| Reino Unido  | 150  |
| Chart (2007) | Rank |
| Austria      | 20   |
| Francia      | 17   |
| Alemania     | 3    |
| Países Bajos | 35   |
| Suecia       | 22   |

## Créditos y personal
| - Christina Aguilera: Voz principal y voz secundaria. - Producción: Linda Perry. - Piano: Linda Perry. - Guitarra: Eric Schermerhorn. - Bajo: Paul III. - Tambores: Nathan Wetherington. | - Orquesta: Christopher Anderson-Bazzoli. - Ingeniería de sonido: Linda Perry. - Ayudante: Kristofer Kaufman. - Mezcla: Peter Moktan. - Ayudantes: Seth Waldmann y Sam Holland. |